# 扬内·阿霍宁
扬内·阿霍宁（芬蘭語：Janne Ahonen，1977年5月11日—），芬兰男子跳台滑雪运动员。他曾代表芬兰参加1994年、1998年、2002年、2006年、2010年、2014年和2018年冬季奥林匹克运动会跳台滑雪比赛，共获得二枚银牌。